# اریک آروشانیان
اریک آروشانیان (انگلیسی: Erik Arushanian؛ زادهٔ ۲۰ ژانویهٔ ۱۹۹۹) کشتی‌گیر در رشته آزاد ارمنی‌تبار اهل اوکراین که در مسابقات قهرمانی کشتی اروپا ۲۰۲۰ رم برنده مدال برنز شده‌است.

## نتایج مهم
| سال  | تورنمنت                         | وزرشگاه                | نتیجه | رویداد          |
| ---- | ------------------------------- | ---------------------- | ----- | --------------- |
| ۲۰۱۸ | Junior World Championships      | ترناوا، اسلواکی        | ۳ام   | ۶۵ ک‌گ کشتی آزاد |
| ۲۰۱۹ | Junior World Championships      | تالین، استونی          | ۱ام   | ۷۰ ک‌گ کشتی آزاد |
| ۲۰۲۰ | مسابقات قهرمانی کشتی اروپا ۲۰۲۰ | رم، ایتالیا            | ۳ام   | ۶۵ ک‌گ کشتی آزاد |
| ۲۰۲۱ | U23 European Championships      | اسکوپیه، مقدونیه شمالی | ۱ام   | ۶۵ ک‌گ کشتی آزاد |
| ۲۰۲۳ | European Championships          | زاگرب، کرواسی          | ۳ام   | ۶۵ ک‌گ کشتی آزاد |